# 雷德艾什煤營 (肯塔基州)
雷德艾什煤營（英語：Red Ash Coal Camp）是位於美國肯塔基州惠特利縣的一個非建制地區。

## 地理
雷德艾什煤營所處的海拔為高於海平面324米（即1063英呎），而該地所採用的時區為UTC-5，即北美东部時區（EST）。同時該地設有夏令時間，為UTC-5調快一小時，即UTC-4（EDT）。